# Sadzawka (przystanek kolejowy)
Sadzawka (ukr. Саджавка, ros. Саджавка) – przystanek kolejowy w miejscowości Sadzawka, w rejonie kołomyjskim, w obwodzie iwanofrankiwskim, na Ukrainie. Położony jest na linii Kołomyja – Delatyn.
Przystanek istniał przed II wojną światową.